# Fekete tejelőgomba
A fekete tejelőgomba (Lactarius picinus) a galambgombafélék családjába tartozó, Eurázsia és Észak-Amerika fenyveseiben élő, csípős-kesernyés ízű, nem ehető gombafaj.

## Megjelenése
A fekete tejelőgomba kalapjának átmérője Kalap: 3-9 cm, alakja fiatalon domború, majd hamar laposan kiterül. Közepe néha kissé bemélyedő lehet. Széle aláhajló és kissé szabálytalan. Felszíne bársonyos- molyhos, esetleg enyhén gyűrt. Színe vörösbarna vagy feketésbarna.
Húsa fehér, vastag. Sérülésre kevés, fehér színű tejet ereszt, amely a levegőn rózsaszínesre vált. Íze fanyar, kellemetlenül kesernyés, vagy enyhén csípős; szaga nem jellegzetes. 
Sűrűn álló lemezek a tönkre rákanyarodók vagy tönkhöz nőttek; a köztes lemezek gyakoriak. Színük krémszínű, a tönk közelében világosabb.
Tönkje 3-7 cm magas és 1,5-2 cm vastag. Alakja hengeres, csúcsa kiszélesedhet. Felszíne lehet szabálytalanul ráncos. Színe barnásan bársonyos, a kalapnál világosabb színű. Töve enyhén fehéren filces.
Spórapora rózsaszínes-fehéres. Spórája gömbszerű vagy széles elliptikus, felszínén 1 μm-es tüskék láthatók, amiket hálózatba rendeződő tarajok kötnek össze; mérete 6-9 x 5,5-8 μm

### Hasonló fajok
Nagyon hasonlít hozzá a barna tejelőgomba, amelytől elsősorban élőhelyében különbözik. Összetéveszthető még az ehető ráncos tejelőgombával is. 

## Elterjedése és termőhelye
Eurázsiában és Észak-Amerikában honos. Magyarországon nagyon ritka. 
Vegyes erdőkben és fenyvesekben él, lucfenyőkkel létesít mikorrhizás kapcsolatot. Júliustól októberig terem. 

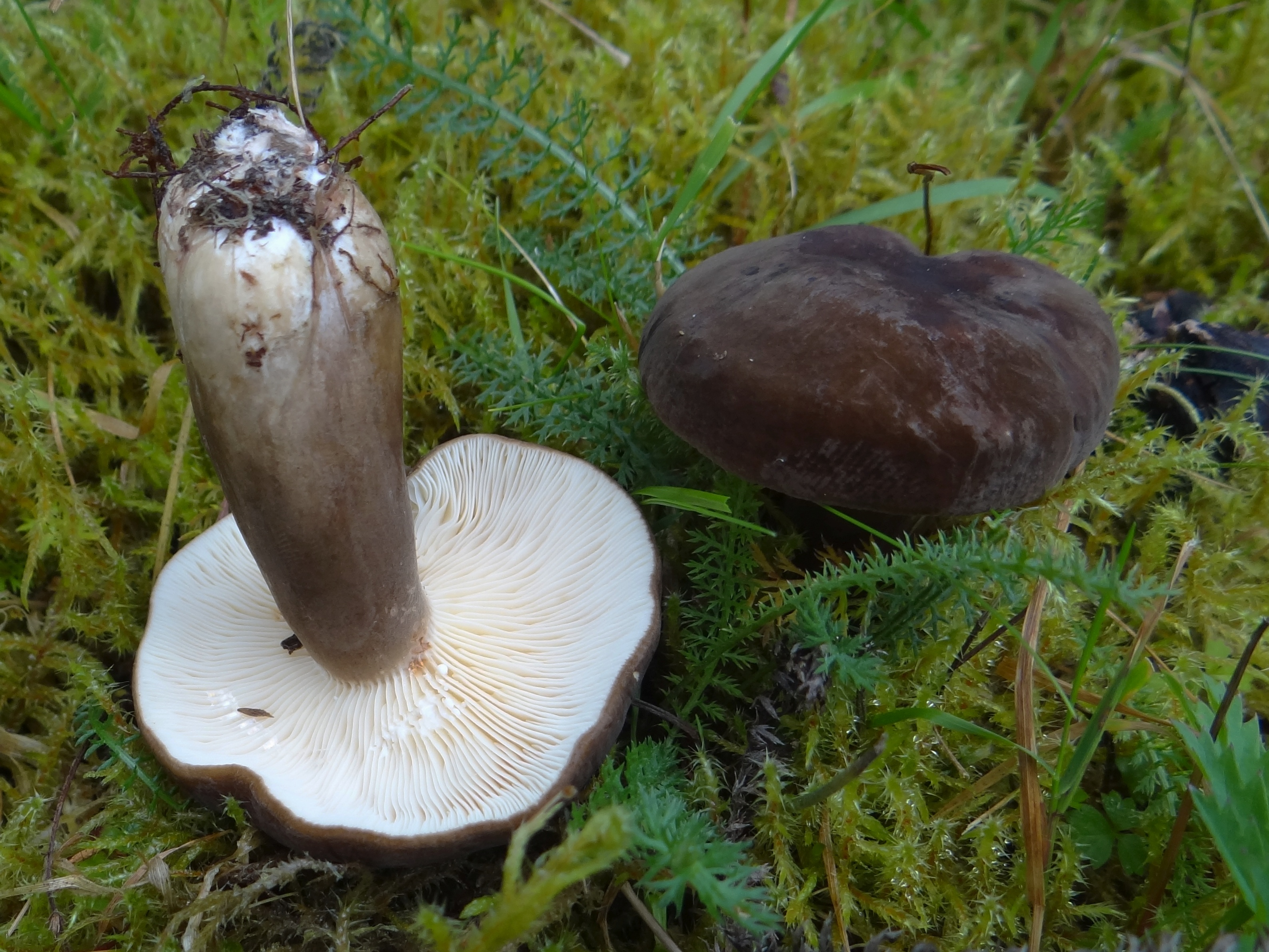
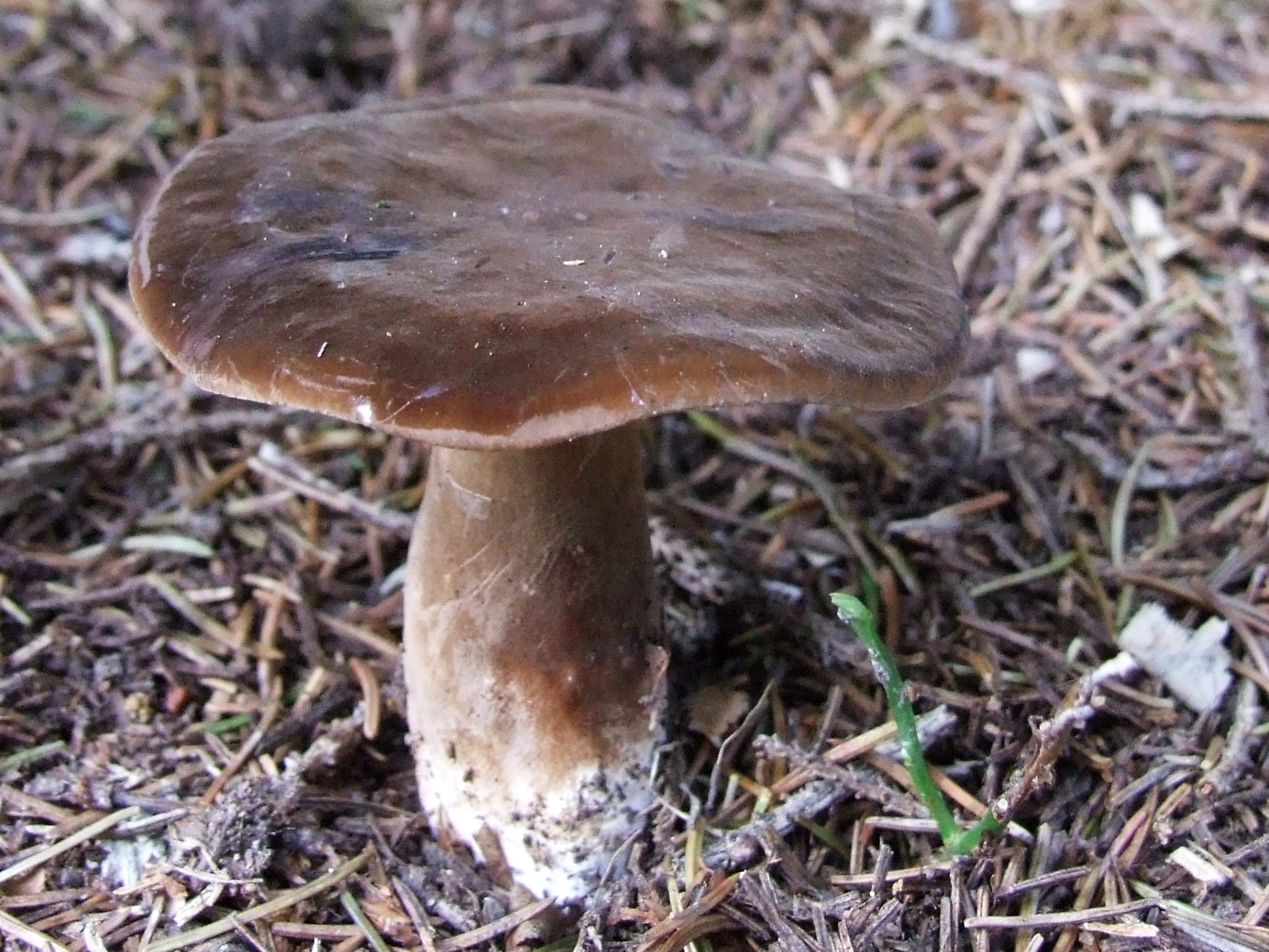
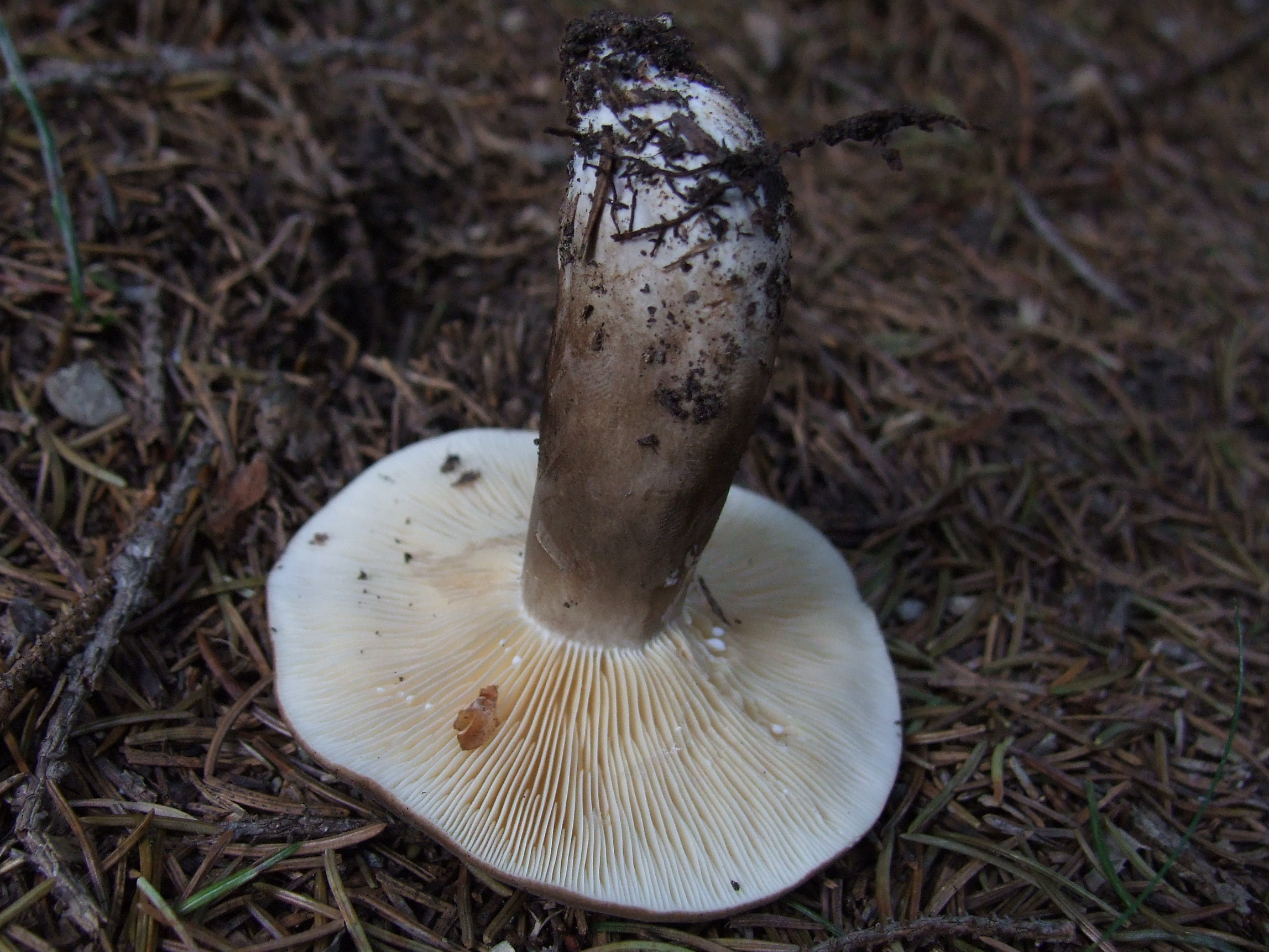
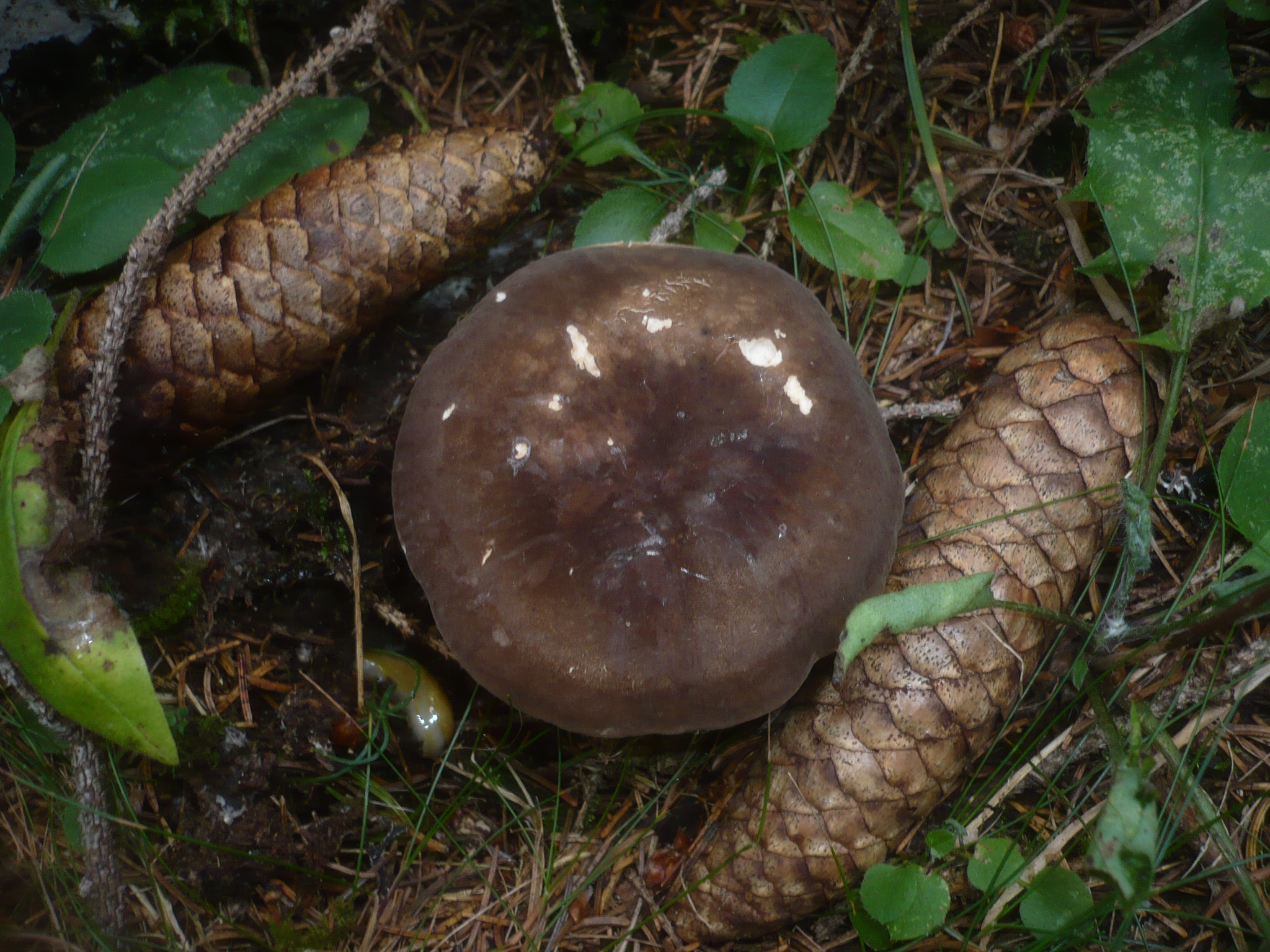
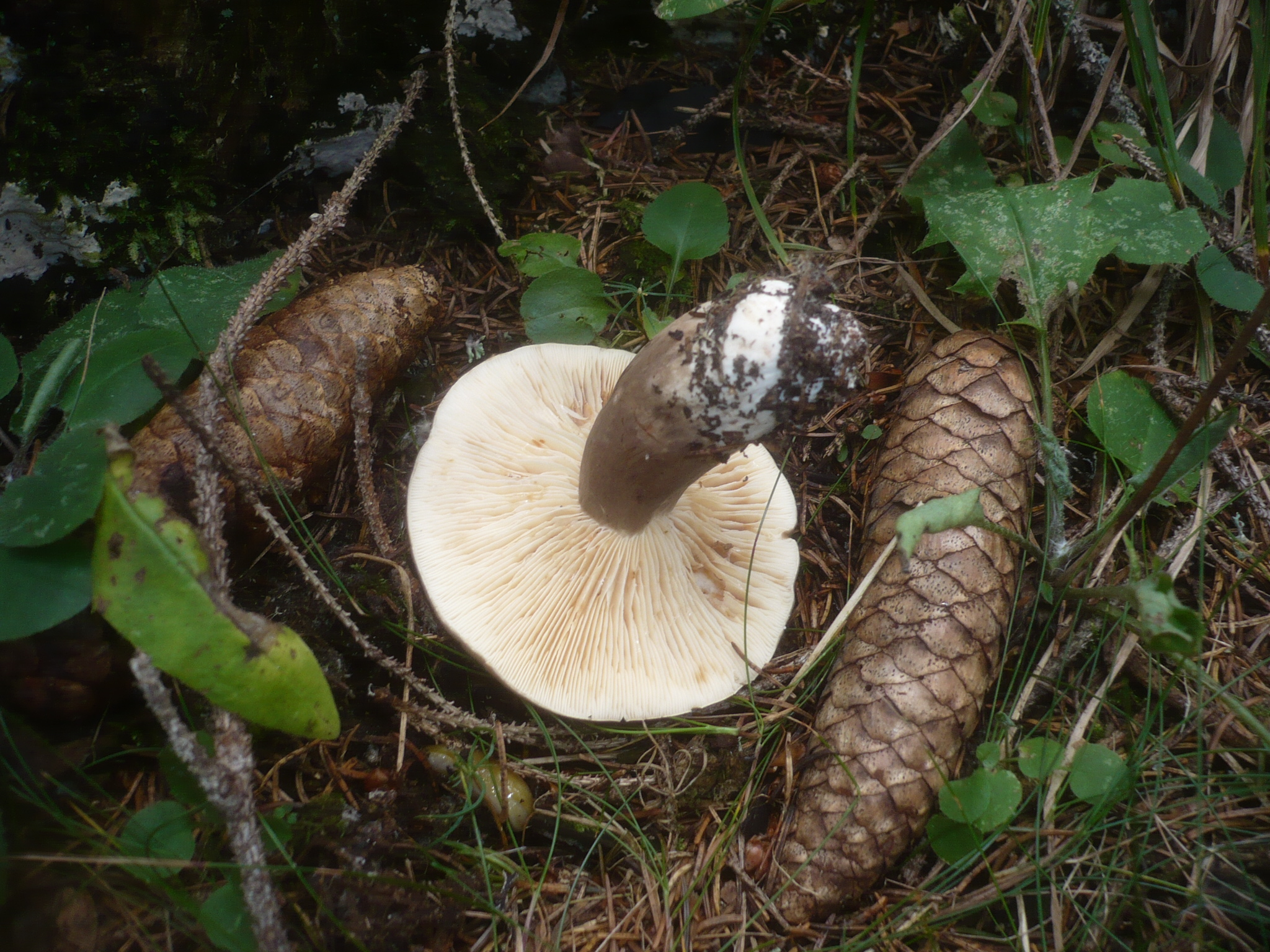

Nem ehető.    